# Sieben Verlag
Der Sieben Verlag ist ein deutscher Independent-Verlag. Er wird von Sinja Hölzer geführt und hat seinen Sitz in Groß-Umstadt, einer Stadt im südhessischen Landkreis Darmstadt-Dieburg.
Eigenen Angaben zufolge liegt das Augenmerk auf Liebesromanen „aus allen Sparten der Liebesromanlandschaft“, wobei sich in der Backlist eine „kleine Anzahl handverlesener Thriller“ sowie eine „Sachbuch-Ecke“ finde. Im Jahr 2010 erhielt der im Sieben Verlag veröffentlichte Roman Begegnung mit Skinner von Harald A. Weissen den deutschen Literaturpreis Vincent Preis, der für Werke aus dem Bereich der Horrorliteratur verliehen wird.
In der DNB sind mit Stand Anfang Dezember 2022 knapp unter 300 Publikationen dokumentiert.

## Veröffentlichungen (Auswahl)
- Jennifer Benkau: Phoenixfluch, 2011, ISBN 978-3-941-54711-7
- Tanya Carpenter: Tochter der Dunkelheit, 2007, ISBN 978-3-940235-12-1
- Wolfgang Fienhold: Tumoreske, 2010, ISBN 978-3-940235-96-1
- Silvia Helene Henke: Das Rote Palais: Die Totenwächterin, 2008, ISBN 3-940235-22-9
- Louise Laurent: Sklavin des Wolfes, 2009, ISBN 978-3-940235-72-5
- Elke Meyer: Mond der Ewigkeit, 2011, ISBN 978-3-940235-35-0
- Inka-Gabriela Schmidt: Kristallsee, 2008, ISBN 978-3-940235-25-1
- Annette Warsönke: Tödliche Saiten, 2014, ISBN 978-3-864432-79-8
- Harald A. Weissen: Begegnung mit Skinner, 2010, ISBN 978-3-940235-98-5
- Mara Winter: Summa cum Liebe, 2015, ISBN 978-3-86443-482-2